# ドラキュラ (ミュージカル)
『ドラキュラ』は、ブラム・ストーカーの小説『吸血鬼ドラキュラ』をもとにしたミュージカルである。

## 概要
フランク・ワイルドホーン作曲、ドン・ブラック、クリストファー・ハンプトンが共同で作詞脚本。
ブロードウェイ、オーストリア等での公演の後、2011年、日本で初上演され、2014年、韓国でも初上演された。

## 日本公演
宝塚歌劇団の元宙組トップコンビである和央ようかと花總まりの共演で話題を呼んだ。また、世界で初めて、女性がドラキュラを演じるという点でも注目された。
日本版は、主にグラーツ版をベースにしているが、ワイルドホーンが新たに書き起した曲「選ぶべきもの (I Have a Choice)」が挿入されている。
- 企画・制作：フジテレビジョン キョードー東京
- 翻訳：常田景子
- 訳詞・演出：吉川徹
- 音楽監督・指揮：上垣聡
- 振付・ステージング：前田清実
- 振付：長谷川達也 (ヴァンパイア三人衆の一人として出演もしている)
- 美術：松井るみ
- 照明：高見和義
- 音響：山本浩一
- 衣裳デザイン： 朝月真次郎
- ヘアメイク：田中エミ（スタジオAD）
- 歌唱指導：山川高風
- アクション：渥美博
- 演出助手：豊田めぐみ
- 舞台監督：瀧原寿子
- 音楽制作：カンパニーAZA
- 制作：ドラマチック・デパートメント

### 主な配役
|                        | 2011年                                                                                 | 2013年                                                                                 |
| ---------------------- | -------------------------------------------------------------------------------------- | -------------------------------------------------------------------------------------- |
| ドラキュラ伯爵         | 和央ようか                                                                             | 和央ようか                                                                             |
| ミーナ・マレー         | 花總まり                                                                               | 安倍なつみ                                                                             |
| ルーシー・ウェステンラ | 安倍なつみ                                                                             | 菊地美香                                                                               |
| ジョナサン・ハーカー   | 小西遼生                                                                               | 辛源                                                                                   |
| ジャック・スアード医師 | 上山竜司                                                                               | 渡辺大輔                                                                               |
| アーサー・ホルムウッド | 矢崎広                                                                                 | 矢崎広                                                                                 |
| レンフィールド         | 小野田龍之介                                                                           | 櫻井貴之                                                                               |
| クインシー・モリス     | 松原剛志                                                                               | 松原剛志                                                                               |
| ヴァン・ヘルシング教授 | 鈴木綜馬                                                                               | 鈴木綜馬                                                                               |
| ヴァンパイア           | 長谷川達也、神谷直樹、宮田祐也                                                         | 長谷川達也、神谷直樹、宮田祐也                                                         |
| コロス                 | 堂ノ脇恭子、杵鞭麻衣、坂本法子 森実友紀、安室夏、折井理子 池田紳一、武井基治、安倍康律 | 堂ノ脇恭子、杵鞭麻衣、坂本法子 森実友紀、安室夏、折井理子 池田紳一、武井基治、安倍康律 |

## あらすじ
イギリスの若い弁護士 ジョナサン・ハーカーは、ロンドンで家を買いたいというドラキュラ伯爵に会いに、トランシルバニアへとやってくる。しかし、ジョナサンの婚約者ミーナ・マレーの写真を見ると伯爵の態度は豹変し、ジョナサンは城に閉じ込められてしまう。その頃、ミーナは、親友のルーシー・ウェステンラと一緒にウィットビー・ベイにいた。ルーシーは幼なじみのアーサー・ホルムウッドと婚約したが、直後に奇病にかかってしまう。そこへ形而上学者ヴァン・ヘルシング教授が現れ、ルーシーを慕う3人の男（婚約者のアーサー、クインシー・モリス、精神科医ジャック・スアード）と共にルーシーを救う為に尽力する。ミーナの元には、ブダペストからジョナサンを保護したという知らせが入り、病のルーシーを心配しつつも、ブダペストへと向かう。そこで衰弱したジョナサンと結婚式を挙げ、帰ってくるとルーシーは亡くなっていた。
ルーシーの葬儀で、ヘルシング教授とルーシーの友人達は、ハーカー夫妻と出会う。ジョナサンの話や、ジャックの患者レンフィールドの話から、ミーナの危険を察したヘルシング教授は、男達4人と共にドラキュラ伯爵討伐へと向かう。

## 韓国公演
ブロードウェイ史上最も美しいキスのミュージカル『DRACULA』。
| 年度        | 期間                  | 劇場                            | 備考           |
| ----------- | --------------------- | ------------------------------- | -------------- |
| 2014        | 07.15 ~ 09.05         | 芸術の殿堂 オペラ劇場           | 韓国初演       |
| 2016        | 01.23 ~ 02.09         | 世宗文化会館 大劇場             |                |
| 2020        | 02.11 ~ 06.07         | シャルロッテシアター            |                |
| 2021        | 05.20 ~ 08.01         | ブルースクエア 新韓カードホール |                |
| 2023 ~ 2024 | 12.06 ~ 03.03         | シャルロッテシアター            | 10周年記念公演 |
| 2023 ~ 2024 | 03.20 ~ 03.24（予定） | 大田芸術の殿堂                  | 10周年記念公演 |
| 2023 ~ 2024 | 04.02 ~ 04.07（予定） | 釜山文化会館                    | 10周年記念公演 |

### 主な配役
2014年 
- ドラキュラ伯爵：リュ・ジョンハン、キムジュンス、パク・ウンソク
- ミーナ・マレー：チョ・ジョンウン、チョン・ソナ
- ジョナサン・ハーカー：KAI、チョ・ガンヒョン
- ヴァン・ヘルシング教授：ヤン・ジュンモ

 2016年 
- ドラキュラ伯爵：キムジュンス、パク・ウンソク
- ミーナ・マレー：イム・ヘヨン
- ジョナサン・ハーカー：ジン・テファ
- ヴァン・ヘルシング教授：カン・ホンソク

 2020年 
- ドラキュラ伯爵：リュ・ジョンハン、キムジュンス、チョン・ドンソク
- ミーナ・マレー：チョ・ジョンウン、イム・ヘヨン、リンジ
- ジョナサン・ハーカー：イ・チュンジュ、ジン・テファ
- ヴァン・ヘルシング教授：カン・テウル、ソン・ジュンホ

 2021年 
- ドラキュラ伯爵：キムジュンス、チョン・ドンソク、シン・ソンロク
- ミーナ・マレー：チョ・ジョンウン、イム・ヘヨン、パク·ジヨン
- ジョナサン・ハーカー：チョ・ソンユン、ベク・ヒョンフン
- ヴァン・ヘルシング教授：カン・テウル、ソン・ジュンホ

 2023年 ~ 2024年 
- ドラキュラ伯爵：キムジュンス、チョン・ドンソク、シン・ソンロク
- ミーナ・マレー：イム・ヘヨン、チョン・ソナ、アイビー
- ジョナサン・ハーカー：ジン・テファ、イム・ジュンヒョク
- ヴァン・ヘルシング教授：ソン・ジュンホ、パク・ウンソク